# Melothria
- Commons
- Wikispecies

Melothria é um género botânico pertencente à família Cucurbitaceae.
Este gênero se estende pelo novo mundo, desde os Estados Unidos até o Brasil. Seus frutos se assemelham a pepinos ou maxixes e são perfeitamente comestíveis e saborosos. São mais comuns na região amazônica.
Nos Estados Unidos são conhecidos os seus frutos por "baby cucumber", e vendido como pepinos. Há espécies de casca verde, amarelada, cinza, esbranquiçada e muitos semelhantes a pequenas melancias. A sua coloração interna é pouco expressiva.

## Sinonímia
- Allagosperma M.Roem.
- Alternasemina Silva Manso
- Diclidostigma Kunze
- Landersia Macfad.

## Espécies
O gênero apresenta 179 espécies com flores:
| - Melothria abyssinica - Melothria acutifolia - Melothria affinis - Melothria alba | - Melothria altaeoides - Melothria amplexicaulis - Melothria anatuyana - Melothria angolensis |

- Lista completa

## Classificação do gênero
| Sistema | Classificação                     | Referência               |
| ------- | --------------------------------- | ------------------------ |
| Linné   | Classe Triandria, ordem Monogynia | Species plantarum (1753) |